# 京都府立山城高等学校
京都府立山城高等学校（きょうとふりつ やましろこうとうがっこう、英: Kyoto Prefectural Yamashiro High School）は、京都府京都市北区大将軍坂田町に所在する公立の高等学校。

## 概要
1907年に京都府立第五中學校として開校。一中（現：京都府立洛北高等学校）、二中（現：京都府立鳥羽高等学校）、三中（現：京都府立福知山高等学校）、四中（のち京都府立宮津高等学校）に次いで、京都府が設置した5番目の旧制中学校という校名だった。
1918年に京都府立京都第三中學校と改称。一中を京都一中、二中を京都二中、三中を福知山中、四中を宮津中、五中を京都三中といったように、京都市に所在する3番目の旧制中学校という校名に変わった。のちに開校した京都五中（現：京都府立桂高等学校）との混同を避けるため、五中時代の本校を「京都府五中」と表記することがある（高校野球史など）。
普通科と文理総合科を設置。また、聴覚に障害のある生徒を受け入れる聴覚障害教育部（聴障部）を持つ。

### 教育方針
- 真理と平和を探求し、正義を貫く人間を育成する。
- 自主、自立、共生の精神を養い、責任を学ばせる。
- 相互敬愛と協力の心を培い、自治能力を育てる。
- 豊かな情操を養い、健康の増進を図る。
- 勤労をたっとび、社会奉仕の心を育てる。

## 沿革
- 1907年（明治40年）3月 - 京都府立第五中学校として創立
- 1918年（大正7年）4月 - 京都府立京都第三中学校と改称
- 1948年（昭和23年）4月 - 学制改革により京都府立山城高等学校と改称
- 1971年（昭和46年）4月 - 全日制・定時制課程に聴覚障害生徒受け入れ開始。京都市立二条中学校の難聴学級から全日制に2名・定時制に6名が入学
- 1985年（昭和60年）4月 - 高校教育新制度発足に伴い普通科I・II類設置、全日制課程商業科の生徒募集停止
- 1997年（平成9年）4月 - 定時制課程普通科の生徒募集停止
- 1998年（平成10年）10月 - 新校舎建設のため、グラウンドの遺跡発掘調査開始
- 2000年（平成12年）
  - 3月 - 定時制課程普通科を閉課
  - 10月 - 新校舎建設開始
- 2001年（平成13年）12月 - 新館（管理棟・教室棟）完成
- 2004年（平成16年）6月 - 新体育館完成
- 2005年（平成17年）
  - 3月 - グラウンド、新正門完成
  - 9月 - 新校舎竣工式挙行
- 2007年（平成19年）4月 - 文理総合科（専門学科）新設、制服変更
- 2014年（平成26年）4月 - 普通科の類型制度と総合選抜を廃止
- 2018年（平成30年）4月 - 普通科スタンダードコース募集廃止、よって普通科のコースはスーパーアドバンスト、アドバンストの2コースへ
- 2020年（令和2年）4月 - 普通科・文理総合科を単位制に移行[1]

## 学校行事
いずれも2019年度のもの。
- 4月 - 入学式、始業式、フレッシャーズセミナー（1年）、校外学習（2・3年）
- 5月 - 高校総体、生徒会役員選挙、中間考査
- 6月 - 球技大会、人権学習、生徒総会
- 7月 - 期末考査、文化講演会、終業式、夏季進学補習
- 8月 - 夏季進学補習、始業式
- 9月 - 山城祭、体育祭、コース・選択科目登録
- 10月 - 中間考査、英語スピーチコンテスト
- 11月 - 手話弁論大会、人権学習、山城塾、鍵1グランプリ
- 12月 - 期末考査、GTEC、終業式、冬季進学補習
- 1月 - 始業式、海外研修（1年文理総合科）、スキー研修（1年普通科）
- 2月 - 国公立二次試験対策指導（3年）
- 3月 - 卒業式、学年末考査（1・2年）、修了式、春季進学補習

山城祭
一般の文化祭と体育祭を合わせた総称で毎年9月に行われる。
文化祭は9月上旬に3日間行われる学校行事で、一般には公開されていない。各学年がそれぞれ1つのテーマをもとにした発表を行うほか、文化系各部活動および生徒自治会・各委員会・PTAなどの展示・発表・企画が行われる。2003年からは、プログラムには含まれないが、水泳部が校内プールを利用したシンクロナイズドスイミングの公演を行っている。ここから企画が派生し2005年9月には、水泳部男子14名が第2回全国高校ウォーターボーイズ選手権に出場した。
体育祭は9月下旬に行われる学校行事で、一般には公開されていない。騎馬戦や綱引き、クラス対抗リレー等の種目がある。また服装は体操服ではなく、各クラスで制作したクラスTシャツを用いる。
定期考査
山城高校は3学期制のため、定期考査は中間・期末 の計5回実施される。また、2018年度より3年の3学期末考査は廃止された。

## 部活動

### 体育系
- 硬式野球 - 選抜高等学校野球大会出場1回・全国高等学校野球選手権大会出場3回。全国高等学校野球選手権大会の地方大会に第1回大会から連続して参加している皆勤校15校の1校。
- サッカー - 第37回全国高等学校サッカー選手権大会優勝、第40回・第71回準優勝
- バスケットボール - 男子が第1回高校選手権（現：インターハイ）優勝
- 弓道
- バレーボール
- ラグビー
- ソフトテニス
- テニス
- 陸上競技
- 卓球
- 剣道
- 水泳 - ウォーターボーイズ
- 山岳
- ハンドボール
- バドミントン
- バトントワリング

### 文化系
- 吹奏楽
- 軽音楽
- ダンス -  2013年夏の日本高校ダンス部選手権優秀賞、2018年夏の日本高校ダンス部選手権大会ビッグクラス ワンダイニング賞、スモールクラス 優秀賞受賞
- 放送
- 写真
- 手話
- 書道
- 美術
- 茶道
- イラストレーション
- 新聞
- 競技かるた
- ESS同好会
- JRC同好会
- プログラミング同好会

## 制服
- ブレザー（男子：ブラック、女子：チャコールグレーベースのチェック）
- スラックス（男子：チャコールグレーベースのチェック、女子：ブラック）
- スカート（ブラックベースにひだがチャコールグレーベースのチェック、女子のみ）
- ネクタイ（男女）
- カッターシャツ（ホワイト、男女）
- セーター（グレー、男女）
- ベスト（グレー、男女）
  - 夏は、半袖カッターシャツも可
  - 靴下、靴、鞄は規定なし

## アクセス
- 京都市営バス「府立体育館前」停留所 徒歩1分、「大将軍」停留所 徒歩5分
- JR嵯峨野線円町駅 徒歩12分、花園駅 徒歩15分

## 著名な出身者

### 政治・経済
- 宇野収 - 関経連会長、東洋紡績社長
- 藤林益三 - 最高裁長官、弁護士
- 堀場厚 - 実業家、株式会社堀場製作所代表取締役会長・グループCEO
- 和田孝雄- パーソルホールディングス株式会社　代表取締役社長 CEO

### 研究
- 小針晛宏 - 数学者、京都大学助教授
- 竹下賢 - 関西大学教授[要出典]
- 大和哲夫 - 法学者、外務省等の元官僚、北海学園大学元学長
- 尹健次 - 神奈川大学名誉教授[要出典]

### 芸能
- 尾崎亜美 - シンガーソングライター
- 加橋かつみ - ミュージシャン、元ザ・タイガースメンバー
- 瞳みのる（本名：人見豊） - 文学者、ミュージシャン、元ザ・タイガースメンバー
- 川上のぼる - 腹話術師
- 昔昔亭A太郎 - 落語家
- 田中真琴 - 女優、モデル
- 田村高廣 - 俳優
- 一番星哲也 - ミュージシャン、ノイズファクトリー
- TACOS NAOMI - ミュージシャン、ノイズファクトリー
- 浜村淳 - タレント、映画評論家
- 林彰太郎 - 俳優
- 平澤慎也 - iNDIGO BLUE代表取締役、タレント（前出、第2回全国高校ウォーターボーイズ選手権選手）
- 松浦真也 - 吉本新喜劇
- 山城新伍 - 俳優、タレント、司会者、芸名は本校に由来している。
- 若井おさむ - 芸人
- こたけ正義感 - ピン芸人

### 文芸
- 渡辺一雄 - 小説家、大丸OB.旧制第三中学校卒業。
- 高橋たか子 - 小説家 / 旧制嵯峨野高女から新制山城高校へ転籍
- 若木民喜 - 漫画家
- 和久峻三 - 推理作家、弁護士

### マスコミ
- 武田涼介 - NHKアナウンサー[要出典]
- 野村啓司 - フリーアナウンサー、元毎日放送アナウンサー・専属パーソナリティー
- 和崎信哉 - 元NHK理事、元WOWOW社長・会長、元衛星放送協会会長

### スポーツ
- 石塚啓次 - 元サッカー選手・現WACKO MARIA（ワコマリア）ディレクター
- 奥野僚右 - 元サッカー選手・ザスパクサツ群馬監督
- 加藤豪宏 - 元サッカー選手・ディアブロッサ高田FC監督
- 釜本邦茂 - 元サッカー日本代表・監督、元参議院議員、日本サッカー協会副会長
- 川勝博康 - 元サッカー選手・京都サンガF.C.コーチ
- 河野秀数 - 元プロ野球選手・北海道日本ハムファイターズ
- 辛島啓珠 - 元サッカー選手・鈴鹿アンリミテッドFC監督
- 喜多健二 - 元サッカー選手
- 藏田茂樹 - 元サッカー選手・現堀越高等学校教諭
- 嶋谷征四郎 - 元サッカー日本代表・初代京都パープルサンガ監督
- 高田勝生 - 元プロ野球選手
- 天山広吉 - プロレスラー
- 成山裕治 - 元サッカー選手・京都サンガF.C.コーチ
- 二村昭雄 - 元サッカー日本代表・監督
- 細川浩三 - 元サッカー選手
- 松原浩樹 - 元サッカー選手
- 松山博明 - 元サッカー選手・元大分トリニータ監督
- 松山吉之 - 元サッカー日本代表
- 山田正道 - 元プロサッカー選手・現FC岐阜スタッフ
- 吉田義男 - 元阪神タイガース選手・監督

### その他
- 南井健治 - 鉄道車両デザイナー